# Carlos Jean
Carlos Jean (Ferrol, 1973) és un músic, productor musical, remesclador i cantant gallec d'origen haitià. El 2011 va entrar a formar part de l'equip de col·laboradors d'El hormiguero (Antena 3) amb una secció on mostrava les possibilitats de les noves cançons en directe.

## Discografia

### Amb Najwajean
- No Blood (Subterfuge Records, 1998)
- Selection (Subterfuge Records, 2002)
- Till it breaks (EMI Music Spain, 2008)

#### Singles
- Like those roses (Subterfuge Records, 1998)
- Like those roses remixes (Subterfuge Records, 1998)
- I'm gonna be (500 miles) (Subterfuge Records, 1999)
- Garota de Ipanema (Subterfuge Records, 1998)
- Crime (EMI MUSIC, 2008) (Till it breaks,2008)

### En solitari
- Planet Jean (Subterfuge Records, 2000)
- Back to the Earth (EMI/Hispavox, 2002)
- Back to the Earth (vinilo) (EMI/Hispavox, 2003)
- Mr Miracle (EMI, 2006)

#### Singles
- Give me the 70's (Subterfuge Records, 2000)
- Mr Dabada
- Face to face
- Mira pa dentro
- La alianza
- Kung fu fighting
- Have a nice day
- Get Down
- Tiempo
- Lead the way(El Hormiguero 2011)

### Bandes sonores
- Asfalto (amb Mastretta) (Subterfuge Records, 2000)
- Una de zombies...!
- Guerreros (Subterfuge Records, 2002)
- Ausentes (2005)
- Centauro (2022)[2]

## Col·laboracions
- Producció de la versió del tema Sevilla, de Miguel Bosé, interpretada per Rocío Jurado i Raphael.
- Tema Get down al videojoc FIFA 07.
- Remixs d'Alejandro Sanz: Quisiera ser, Cuando nadie me ve i Te lo agradezco, pero no.
- Col·laboració amb Bebe al seu disc Pa fuera telarañas (2004).
- Col·laboració amb Marta Sánchez al disc Lo mejor de Marta Sánchez i a Los mejores años de nuestra vida.
- Col·laboració amb Fangoria al tema Nada.
- Remix de la cançó Idiota del grup Nena Daconte, que utilitzaren en substitució del single original (2006).
- Producció del disc Una temporada en el infierno de Fangoria (1999).
- Producció del disc Naturaleza muerta de Fangoria (2001).
- Producció del disc Arquitectura efimera de Fangoria (2004).
- Producció dels discs Corazón congelado i Deseo de Pastora Soler.
- Producció de cinc temes al disc Papito de Miguel Bosé (2007).
- Producció del disc Miss Sanchez de Marta Sánchez (2007).
- Producció del disc 10 de Hombres G (2007).
- Producció dels discs La fuerza del destino i Faltan Lunas de Fey.
- Producció del disc Cal y arena de Merche (2007).
- Producció del disc "Fracciones de un Segundo" de Second (2009).
- Remix d'Estopa: Hemicraneal
- Producció del disc Desayuno Continental de Hombres G (2010).